# بوانات
بوانات شهری است که مرکز شهرستان بوانات استان فارس ایران است. این شهر از چهار بافت شهری، شهرک قدیم (سوریان)، شهرک‌های قائم و ولیعصر و  تشکیل شده‌است.

## تاریخچه تقسیمات کشوری
1. در سال ۱۳۱۶ بوانات دارای بخشداری شد و از همان هنگام سوریان مرکز بخش بوانات بود.
2. در سال ۱۳۴۳ سوریان دارای شهرداری شد.
3. در سال ۱۳۷۴ بخش بوانات به شهرستان فزونی یافت.

در سال ۱۳۸۰ نام شهر سوریان به بوانات تغییر یافت و هم‌اکنون مرکز شهرستان بوانات شهر بوانات نامیده می‌شود.

## جمعیت
بر پایه سرشماری عمومی نفوس و مسکن در سال ۱۳۹۵ جمعیت این شهر ۹٬۷۷۶ نفر (۲٬۹۷۵ خانوار) بوده‌است.

## جغرافیا
بوانات در شمال شرق استان فارس قرار دارد و از سمت شرق به شهرستان مروست در استان یزد، از شمال شهرستان آباده از غرب به شهرستان خرم‌بید و از جنوب به شهرستان سرچهان منهتی می‌شود.

## جاهای دیدنی

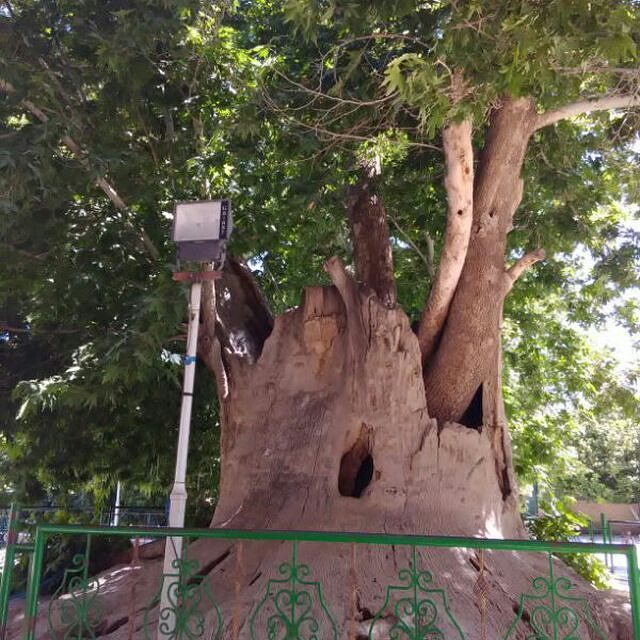
امامزاده شاه میر حمزه روستای بزم

بوانات طبیعتی سرسبز و پرآب دارد. تفریح‌گاه و زیارتگاه محمد حنیفه که در دامنه کوه ختابون جای دارد در بهار و تابستان مردم را به سوی خود می‌کشاند همچنین تفریح‌گاه چشمه پرآب و درختان تنومند و سالمند چنار و یک قدمگاه را در بر می‌گیرد. گفته می‌شود که این قدمگاه در زمان پیش از ورود اسلام به ایران، آتشکده بوده‌است. آبشار فصلی بدره از جاهای دیدنی آن می‌باشد که ورودی آن از محله سوریان است. رنگ خاک در تپه‌ها و کوه‌های شمالی آن (به دلیل وجود عناصر مختلف) سرخ و بنفش است و منظره‌های زیبایی را به وجود آورده‌است.

## آثار تاریخی
شهر سوریان چندین بنای تاریخی مانند مسجد جامع سوریان و پل آجری روی رودخانه اصلی که هر دو از بناهای دوره دیلمیان هستند را در خود به یادگار دارد. منبر معروف مسجد جامع سوریان در موزه ایران باستان نگهداری می‌شود.

## مراکز درمانی
- بیمارستان حضرت ولی‌عصر که دارای بخش‌های جراحی چشم، داخلی، اطفال، جراحی زنان و زایمان، جراحی عمومی، اورژانس، ccu و پست پارتوم است.[۴]
- مرکز خدمات جامع سلامت شهری بوانات
- مرکز خدمات جامع سلامت شهری جیان